# Ỿ

Malé a velké písmeno Ỿ a ỿ

Ỿ (minuskule ỿ) je písmeno, které se nazývá Y se smyčkou. Písmeno ỿ použil v roce 1913 John Morris Jones v knize A Welsh Grammar , Historical and Comparative, pro označení střední centrální samohlásky ve velštině (IPA: /ə/).
V Unicode mají písmena Ỿ a ỿ tyto kódy:
- Ỿ U+1EFE
- ỿ U+1EFF